# 5 koron czechosłowackich (1966)
5 koron (cz. 5 korun, słow. 5 korún) – czechosłowacka moneta obiegowa o nominale 5 koron wyemitowana w 1966 roku i pozostająca w obiegu aż do roku 1993. Autorem wzoru był rzeźbiarz Jiří Harcuba.

## Wzór
W centralnej części awersu ułożono stylizowany herb Czechosłowackiej Republiki Socjalistycznej – wizerunek znajdującego się na tarczy w kształcie zbliżonym do husyckiej pawęży czeskiego wspiętego lwa o podwójnym ogonie. Na jego piersi umieszczono mniejszą tarczę z reprezentującym Słowaków symbolem watry na tle sylwetki tatrzańskiego szczytu Krywań. Wokół tarczy widniała zapisana w dwóch rzędach legenda: wzdłuż krawędzi umieszczono dwa pierwsze człony zapisanej wewnętrznie nazwy kraju („ČESKOSLOVENSKÁ SOCIALISTICKÁ”). W drugim pierścieniu znalazł się trzeci człon  („REPUBLIKA”) oraz – bezpośrednio pod tarczą herbową – zapisany wewnętrznie rok bicia.
Centralną część rewersu zajmowała odpowiadająca nominałowi monety cyfra arabska uzupełniona po lewej stronie określeniem („Kčs”). W górnej części monety umieszczono także pięcioramienną gwiazdę (po lewej) i kwiat (po prawej). W tle znajdowały się żurawie budowlane. U dołu zamieszczono oznaczenie projektanta („HARCUBA”).

## Nakład
Wobec braku nominału 5 Kčs wśród monet przewidzianych przez ustawę o reformie walutowej z 1953, możliwość jej emisji dodano specjalnym rozporządzeniem rządu z 20 października 1965 r. Szczegółowe parametry fizyczne i wzór nowych monet określono w zarządzeniu Ministra Finansów z 28 lipca 1966 r. Bito je z 7-gramowych krążków wykonanych z miedzioniklu (80 części miedzi i 20 części niklu). Gotowa moneta miała średnicę 26 mm i grubość ok. 1,9 mm. Gładki rant monety zdobiony był ułożonymi naprzemiennie wklęsłymi rombami i falami (⬥ ~ ⬥).
Zgodnie z zarządzeniem ministra monety trafiły do obiegu już 1 sierpnia 1966 r. Łącznie wytworzono 21 roczników, pomiędzy którymi zdarzały się niewielkie różnice w rozmieszczeniu lub kroju poszczególnych znaków. W trzech przypadkach (1966, 1973 i 1974) różnice te zachodziły w obrębie jednego rocznika. Monety bito w mennicy w Kremnicy, a łącznie wytworzono ich ponad 164 mln sztuk. Pięciokoronówki pozostawały w obiegu aż do rozpadu Czechosłowacji a denominacji uległy dopiero z końcem listopada 1993 roku (zarówno w Czechach jak i na Słowacji), jednocześnie z wariantem z 1991 roku.
| rok  | nakład     |       |
| ---- | ---------- | ----- |
| 1966 | 6 383 000  | [ 2 ] |
| 1967 | 4 544 000  | [ 2 ] |
| 1968 | 14 120 000 | [ 2 ] |
| 1969 | 5 486 000  | [ 2 ] |
| 1970 | 10 073 000 | [ 2 ] |
| 1973 | 15 620 000 | [ 2 ] |
| 1974 | 20 053 000 | [ 2 ] |
| 1975 | 17 158 000 | [ 2 ] |
| 1978 | 5 317 000  | [ 2 ] |
| 1979 | 9 219 000  | [ 2 ] |
| 1980 | 12 559 000 | [ 2 ] |
| 1981 | 8 620 160  | [ 2 ] |
| 1982 | 6 903 847  | [ 2 ] |
| 1983 | 6 704 000  | [ 2 ] |
| 1984 | 6 856 957  | [ 2 ] |
| 1985 | 6 763 791  | [ 2 ] |
| 1986 | 20 000     | [ 2 ] |
| 1987 | 30 000     | [ 2 ] |
| 1988 | 29 999     | [ 2 ] |
| 1989 | 5 039 000  | [ 2 ] |
| 1990 | 2 783 000  | [ 2 ] |